# Stigmatopteris prionites
Stigmatopteris prionites är en träjonväxtart som först beskrevs av Kze., och fick sitt nu gällande namn av Carl Frederik Albert Christensen. Stigmatopteris prionites ingår i släktet Stigmatopteris och familjen Dryopteridaceae. Inga underarter finns listade.